# Vought XF8U-3 Crusader III
Vought XF8U-3 Crusader III je bil nadzvočni reaktivni lovec, ki ga je razvil ameriški Chance Vought na podlagi uspešnega Vought F-8 Crusader. XF8U-3 in F-8 sta bili ena izmed redkih letal s krilom, ki je lahko spreminjalo geometrijski kot (variable incidence). XF8U-3 se lahko prepozna po stabilizatorjih na spodnjem zadnjem delu trupa. Crusader III je imel močan turboreaktivni motor Pratt & Whitney J75-P-5A, ki mu je omogočal razmerje potisk/teža 0,97.
Kljub sposobnostim Crusader III ni vstopil v serijsko proizvodnjo.

## Specifikacije
Podatki iz The Great Book of Fighters,Green, William and Gordon Swanborough
Splošne karakteristike
- Posadka: 1 pilot
- Dolžina: 58 ft 8 in (17,88 m)
- Razpon kril: 39 ft 11 in (12,16 m)
- Višina: 16 ft 4 in (4,98 m)
- Površina kril: 450 ft² (41,8 m²)
- Teža praznega letala: 21860 lb (9915 kg)
- Naložena teža: 32320 lb (14660 kg)
- Maks. vzletna teža: 38770 lb (17590 kg)
- Pogon letala: 1 × Pratt & Whitney J75-P-5A Turboreaktivni motor z dodatnim zgorevanjem
  - Potisk motorjev (suh): 16500 lbf (73,4 kN)
  - Potisk motorjev z dodatnim zgorevanjem: 29500 lbf (131,2 kN)
- Kapacita goriva: 7700 litrov

 Zmogljivost 
- Maks. hitrost: 2.39 Mach ((demonstriral)) na višini 50000 ft (15000 m)
- Potovalna hitrost: 500 vozlov (575 mph, 925 km/h)
- Doseg: 560 nmi (645 milj, 1040 km) z zunanjim gorivom
- Največji doseg: 1777 nmi (2045 milj, 3290 km)
- Višina leta: 65000 ft (19800 m)
- Hitrost vzpenjanja: 32500 ft/min (165 m/s)
- Obremenitev kril: 72 lb/ft² (350 kg/m²)
- Razmerje potisk/teža: 0,74 pri vzletu, 0,97 pred bojem

Oborožitev

- Strelno orožje: 4  × 20 mm (0.79 in) Colt Mk 12 topovi (planirano)
- Izstrelki: 

  - 3 × AIM-7 Sparrow
  - 4 × AIM-9 Sidewinder

Letalska elektronika

- Raytheon Aero 1B
- Autotechnicas AN/AWG-7
- AN/APQ-50 radar